# Bernardo Pasquini
Bernardo Pasquini (Massa (Valdinievole, Toscane), 7 december 1637 - Rome, 22 november 1710) was een Italiaanse componist van opera's en kerkmuziek.
Bernardo Pasquini werd geboren in Toscane in het dorpje Massa in Val di Nievole en was een leerling van Antonio Cesti en Loreto Vittori. Sommige historici denken dat Bernardo Pasquini familie was van Ercole Pasquini, de vroeg-17e-eeuwse Romeinse organist, maar dat bewijs is nooit geleverd. Later verhuisde hij naar Rome en trad daar in dienst bij Prins Borghese; vervolgens werd hij organist van de Basilica di Santa Maria Maggiore. Hij genoot de bescherming van koningin Christina I van Zweden, ter ere van wie hij een opera heeft geschreven genaamd "Dov'è amore è Pieta". Deze opera werd gepubliceerd en uitgevoerd in 1679. Tijdens Alessandro Scarlatti 's tweede verblijf in Rome in de periode 1703-1708, verzorgde Bernardo Pasquini muzikale optredens met diezelfde Alessandro Scarlatti en met Arcangelo Corelli. Zij waren alle drie ook lid van de Academie van Arcadia. Pasquini stierf in Rome en werd begraven in de basiliek van San Lorenzo in Lucina.
Bernardo Pasquini is de geschiedenis ingegaan als een krachtig componist voor het klavecimbel. Een van zijn klavecimbelstukken werd herschreven voor orkest door Ottorino Respighi voor zijn suite "Gli Uccelli".